# Pluméliau-Bieuzy
Pluméliau-Bieuzy  is een fusiegemeente (commune nouvelle) in het Franse departement Morbihan (regio Bretagne). De plaats maakt deel uit van het arrondissement Pontivy. Pluméliau-Bieuzy  is op 1 januari 2019 ontstaan door de fusie van de gemeenten Bieuzy en Pluméliau. De gemeente telde 4.535 inwoners op 1 januari 2022.

## Geografie
De oppervlakte van Pluméliau-Bieuzy bedroeg op 1 januari 2022 86,7 vierkante kilometer; de bevolkingsdichtheid was toen 52,3 inwoners per km².

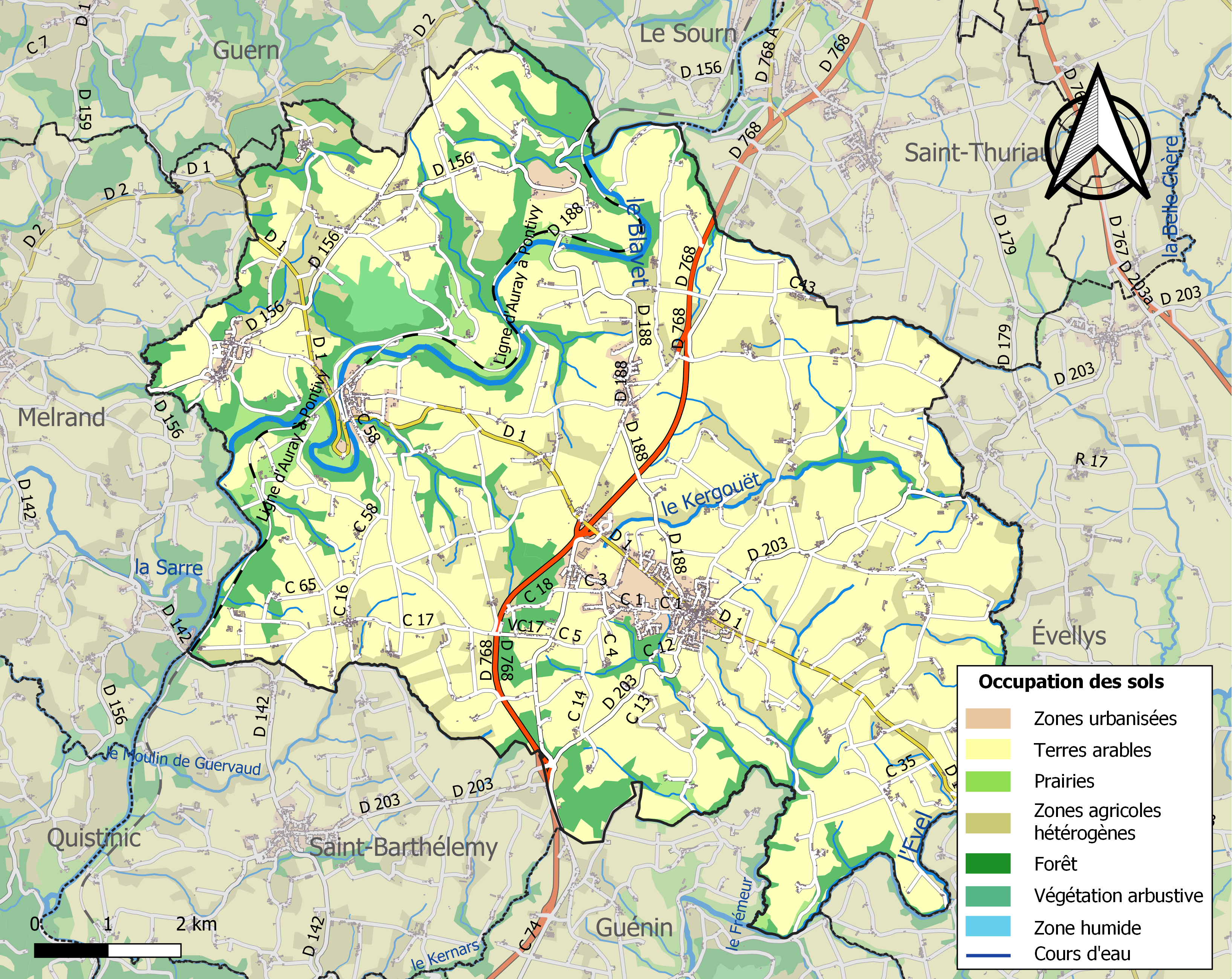
Kaart van de gemeente met de belangrijkste infrastructuur, bodemgebruik en omliggende gemeenten